# Holland Sport in het seizoen 1964/65
Het seizoen 1964/1965 was het 11e jaar in het bestaan van de Haagse betaaldvoetbalclub Holland Sport. De club kwam uit in de Eerste divisie en eindigde daarin op de 13e plaats. Tevens deed de club mee aan het toernooi om de KNVB beker, hierin werd in de kwartfinale verloren van DHC (2–5).

## Wedstrijdstatistieken

### Eerste divisie
|       | Alkmaar '54 | Blauw-Wit | DHC   | Eindhoven | Elinkwijk | Enschedese Boys | Excelsior | N.E.C. | RBC   | Veendam | Velox | Volendam | De Volewijckers | VVV   | Willem II |
| ----- | ----------- | --------- | ----- | --------- | --------- | --------------- | --------- | ------ | ----- | ------- | ----- | -------- | --------------- | ----- | --------- |
| Thuis | 4 – 0       | 1 – 1     | 3 – 3 | 2 – 1     | 0 – 0     | 3 – 1           | 2 – 0     | 0 – 3  | 0 – 0 | 4 – 1   | 2 – 4 | 0 – 1    | 4 – 2           | 0 – 2 | 0 – 1     |
| Uit   | 1 – 1       | 2 – 0     | 3 – 3 | 2 – 2     | 3 – 0     | 1 – 1           | 3 – 1     | 0 – 0  | 0 – 0 | 0 – 4   | 1 – 0 | 3 – 0    | 1 – 1           | 3 – 1 | 2 – 0     |

### KNVB beker
| 1e ronde                                    | D.F.C.                                    | 1 – 3 (0 – 1) | Holland Sport                                                                   |
| 4 oktober 1964 Plaats: Dordrecht Krommedijk | Cor Donga 55'                             |               | Jan Fransz 46', 70' Maarten Trommel                                             |
| 2e ronde                                    | Holland Sport                             | 1 – 0 (1 – 0) | DWS                                                                             |
| 6 december 1964 Plaats: Den Haag Houtrust   | Martin Kloor 20'                          |               |                                                                                 |
| 3e ronde                                    | Holland Sport                             | 3 – 0 (0 – 0) | NOAD                                                                            |
| 28 februari 1965 Plaats: Den Haag Houtrust  | Leen de Visser 4', 80' Rob Roosendaal 68' |               |                                                                                 |
| Kwartfinale                                 | Holland Sport                             | 2 – 5 (1 – 1) | DHC                                                                             |
| 16 mei 1965 Plaats: Den Haag Houtrust       | Maarten Trommel 20', –'                   |               | 8' Lex Rijnvis 30', 85' Carol Schuurman 60' Thijs Kwakkernaat Henny den Engelse |

## Statistieken Holland Sport 1964/1965

### Eindstand Holland Sport in de Nederlandse Eerste divisie 1964 / 1965
| Stand | Gespeeld | Gewonnen | Gelijk | Verloren | Punten | Doelpunten voor | Doelpunten tegen |
| ----- | -------- | -------- | ------ | -------- | ------ | --------------- | ---------------- |
| 13e   | 30       | 7        | 11     | 12       | 25     | 39              | 45               |

### Topscorers
| #                 | Naam               | Goal |
| ----------------- | ------------------ | ---- |
| 1.                | Leen de Visser     | 10   |
| 2.                | Jan Fransz         | 7    |
| 3.                | Maarten Trommel    | 6    |
| 3.                | Theo Valkenhoff    | 6    |
| 5.                | Henk de Visser     | 4    |
| 6.                | Wim Anderiesen jr. | 2    |
| 6.                | Mick Clavan        | 2    |
| 8.                | Martin Kloor       | 1    |
| Onbekend doelpunt |                    |      |
| –                 | Onbekend           | 1    |
| Totaal            | Totaal             | 39   |

| #      | Naam            | Goal |
| ------ | --------------- | ---- |
| 1.     | Maarten Trommel | 4    |
| 2.     | Leen de Visser  | 2    |
| 3.     | Jan Fransz      | 1    |
| 3.     | Martin Kloor    | 1    |
| 3.     | Rob Roosendaal  | 1    |
| Totaal | Totaal          | 9    |

## Voetnoten
Alkmaar '54 ·
Blauw-Wit ·
DHC ·
Elinkwijk ·
Enschedese Boys ·
Eindhoven ·
Excelsior ·
Holland Sport ·
N.E.C. ·
RBC ·
Veendam ·
Velox ·
Volendam ·
De Volewijckers ·
VVV ·
Willem II